# Canada Masters 2007
Il Canada Masters 2007

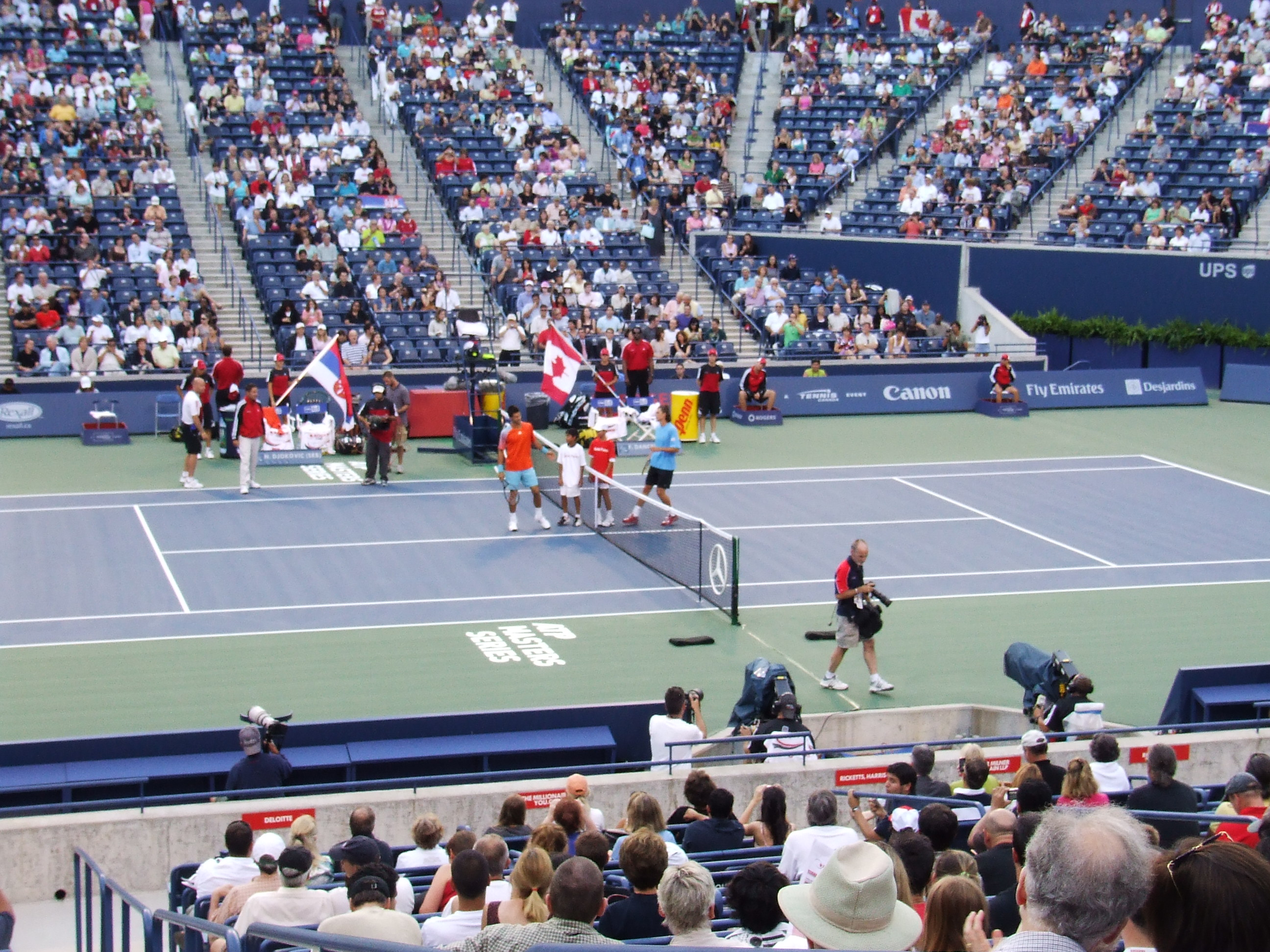
Un incontro del vincitore Novak Đoković

(conosciuto anche come Rogers Masters  e Rogers Cup 2007  per motivi di sponsorizzazione) è stato un torneo di tennis giocato sul cemento. 
È stata la 117ª edizione del Canada Masters, che fa parte della categoria ATP Masters Series nell'ambito dell'ATP Tour 2007, e della categoria Tier I nell'ambito del WTA Tour 2007. 
Il torneo maschile si è giocato all'Uniprix Stadium di Montréal in Canada, dal 5 al 12 agosto 2007, quello femminile al Rexall Centre di Toronto in Canada, dal 13 al 20 agosto 2007.

## Campioni

### Singolare maschile
Novak Đoković ha battuto in finale  Roger Federer con il punteggio di 7–6(2), 2–6, 7–6(2).

### Singolare femminile
Justine Henin ha battuto in finale  Jelena Janković con il punteggio di 7–6(3), 7–5.

### Doppio maschile
Mahesh Bhupathi /  Pavel Vízner hanno battuto in finale  Paul Hanley /  Kevin Ullyett con il punteggio di 6–4, 6–4.

### Doppio femminile
Katarina Srebotnik /  Ai Sugiyama hanno battuto in finale  Cara Black /  Liezel Huber con il punteggio di 6–4, 2–6, [10–5]